# Home (banda sonora)
Home: Original Motion Picture Soundtrack es una banda sonora por la cantante barbadense Rihanna y varios artistas para la película animada Home. El filme es basado en el libro para niños The True Meaning of Smekday de Adam Rex. El álbum fue lanzado el 23 de marzo de 2015 a través de Westbury Road y Roc Nation. Este es el primer disco que lanza la cantante barbadense bajo ambos sellos discográficos. Luego del anuncio de que Rihanna protagonizaría la película, se reveló que estaría trabajando en un álbum para la película. Como productora ejecutiva de la banda sonora, Rihanna, pidió a varios artistas que colaboraran en la misma. Desde cantantes hasta djs como diClarence Coffee Jr., Kiesza, Charli XCX, Jacob Plant y Jennifer Lopez trabajaron en el álbum.

## Lista de canciones
| Home |                                   |                                                                                                   |                                     |          |  |
| N.º  | Título                            | Escritor(es)                                                                                      | Productor(es)                       | Duración |  |
| 1.   | «Towards the Sun (Rihanna)»       | Tiago Garvalho, Gary Go, Robyn Fenty                                                              | Tiago, Gary Go, Kuk Harrell         | 4:33     |  |
| 2.   | «Run to Me (Clarence Coffee Jr.)» | Jonathan Yip, Ray Romulus Jeremy, Reeves Ray, Charles McCulloch II, Coffee Jr.                    | Stereotypes                         | 4:14     |  |
| 3.   | «Cannonball (Kiesza)»             | Tor Erik Hermansen, Mikkel Storleer Eriksen, Kiesa Rae Ellestad, Benjamin Eli Hanna, Emile Haynie | Stargate, Haynie                    | 3:57     |  |
| 4.   | «As Real as You and Me (Rihanna)» | Rodney "Darkchild" Jerkins, Alicia Williams, Robyn Fenty                                          | Darkchild, Paul Dawson, Kurk Harrel | 3:40     |  |
| 5.   | «Red Balloon (Charli XCX)»        | Hermansen, Eriksen, Charlotte Aitchison, Magnus Høiberg                                           | Stargate                            | 3:26     |  |
| 6.   | «Dancing in the Dark (Rihanna)»   | Hermansen, Eriksen, Ester Dean, Maureen Anne McDonald, Robyn Fenty                                | Stargate                            | 3:43     |  |
| 7.   | «Drop That (Jacob Plant)»         | Plant, Robyn Fenty                                                                                | Plant                               | 4:17     |  |
| 8.   | «Feel the Light (Jennifer Lopez)» | Hermansen, Eriksen, Ellestad Haynie                                                               | Stargate, Haynie                    | 4:51     |  |
| 9.   | «Perfect Man (Shinhwa)»           |                                                                                                   | Stargate, Haynie                    | 3:26     |  |

## Posicionamiento en listas
| País (lista)     | Mejor posición |
| ---------------- | -------------- |
| Australia (ARIA) | 72             |